# Cynfyn ap Pebiau
Cynfyn (Latin Conbinus) est un roi d'Ergyng, un royaume du sud-est du Pays de Galles dans la période du haut Moyen Âge il est réputé être le fils de Peibio Clafrog.

## Contexte
On connaît peu de chose de Cynfyn ap Peibio à part le fait qu'il est mentionné dans les généalogies médiévales tardives. Il apparaît de nombreuses fois dans le chartes incluses dans le Livre de Llandaff (en), il est particulièrement associé avec Aedanus (Aeddan) évêque de Llandaff, disciple de Dubrice, à qui il fait de grandes donations de domaines ainsi que dans une autre charte en faveur de l'évêque Elwystl. Il est le père de Gwrgan Mawr, roi d'Ergyng. Dans une charte plus ancienne il est mentionné comme témoin et non comme roi parmi les disciples de Dubrice. Ces chartes étant estimées être des années 575/595 cela impliquerait qu'il règne vers 595-605 ce qui est en contradiction avec la chronologie traditionnelle qui le place vers 500,?

## Sources
- (en) Peter Bartrum, A Welsh classical dictionary: people in history and legend up to about A.D. 1000, Aberystwyth, National Library of Wales, 1993, CYNFYN ap PEIBIO. (550)
- (en) Timothy Venning The Kings & Queens of Wales Amberley Publishing, Stroud 2013  (ISBN 9781445615776)Rulers of Ergyng/Archenfeld p. 175-176.